# The Sun (Nigeria)
Pour les articles homonymes, voir The Sun (homonymie).
The Sun (« Le Soleil »), aussi désigné comme The Daily Sun, est un quotidien nigérian fondé et publié à  Lagos, au Nigeria. Avec un tirage quotidien de 130 000 exemplaires et 135 000 pour les versions du weekend, le Sun est le journal le plus vendu au Nigeria en 2011.

## Histoire
La maison d’édition du Sun est créée le 29 mars 2001. Le journal commence sa diffusion comme hebdomadaire le 18 janvier 2003, puis comme quotidien le 16 juin 2003. Il cible est les jeunes adultes de 18 à 45 ans et les classes socio-économiques ouvrière qualifiée, moyenne, et moyenne supérieure. Le format du journal est similaire à son homonyme du Royaume-Uni.
Le président de la maison d’édition est Orji Uzor Kalu, ancien gouverneur de l’État d'Abia. Le premier directeur général et rédacteur en chef est Mike Awoyinfa. En janvier 2010, Tony Onyima le remplace et Femi Adesina remplace le premier rédacteur en chef adjoint, Dimgba Igwe. Awoyinfa et Igwe restent administrateurs de la société. Adesina remplace Onyima en décembre 2013. En juin 2015, Eric Osagie succède à Femi Adesina comme directeur de la rédaction et rédacteur en chef de The Sun Publishing Limited.